# تايكو الدولية
تايكو الدولية (بالإنجليزية: Tyco International plc) شركة أنظمة أمنية تأسست في جمهورية أيرلندا،  ومقرها الرئيسي في برينستون ، نيو جيرسي، الولايات المتحدة.تتكون تايكو الدولية من قطاعين رئيسيين للأعمال: الحلول الأمنية والحماية من الحرائق.

## نبذة
في 25 يناير 2016، أعلنت شركة جونسون كنترولز أنها ستندمج مع تايكو، وسيتم دمج جميع أعمال تايكو وجونسون كنترولز تحت شركة تايكو العالمية، ليتم تسميتها باسم شركة جونسون كنترولز العالمية. تم الانتهاء من الدمج في 9 سبتمبر 2016.

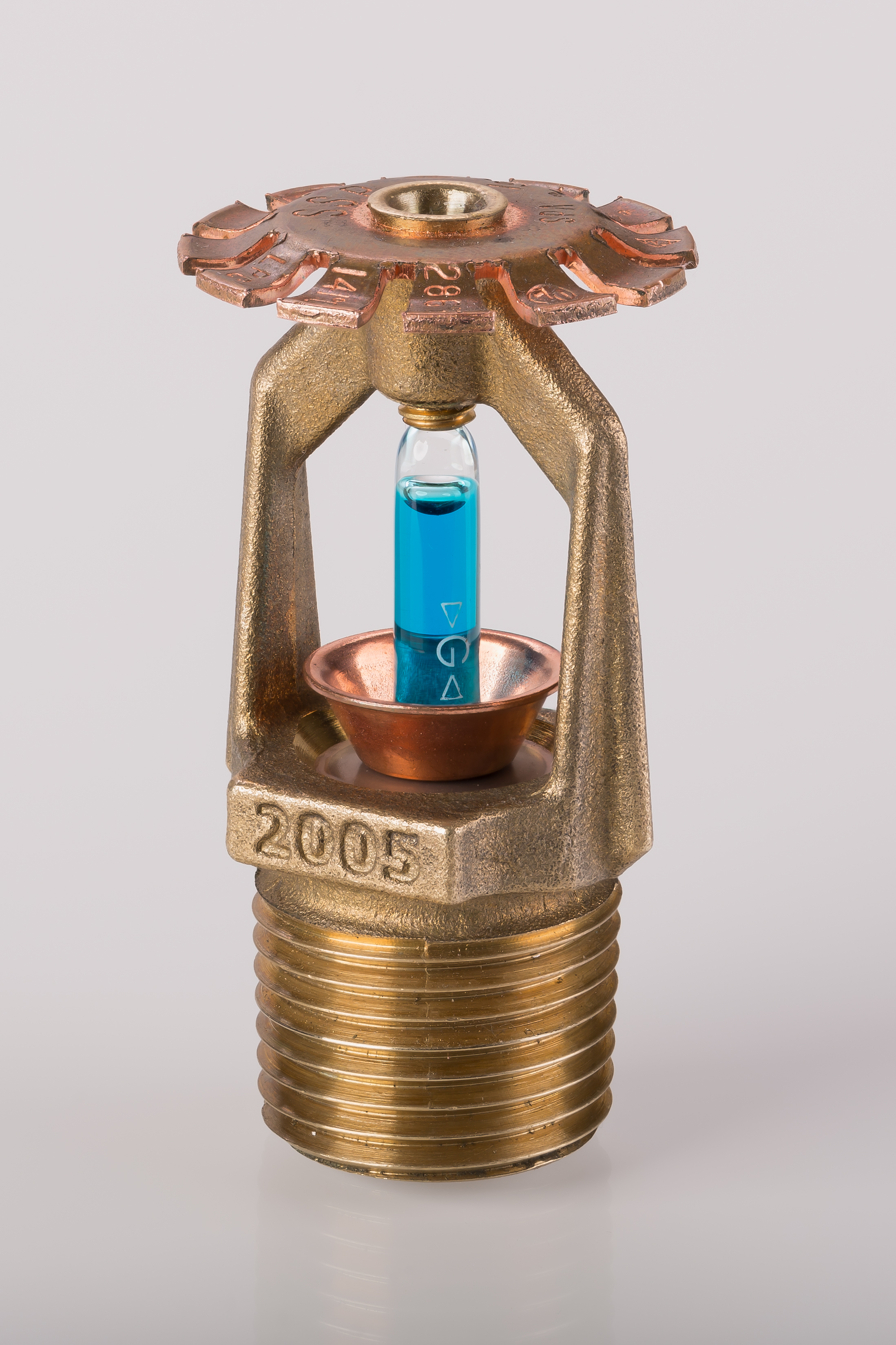
رأس رشاش تايكو قياسي

## صافي الإيرادات حسب السنة

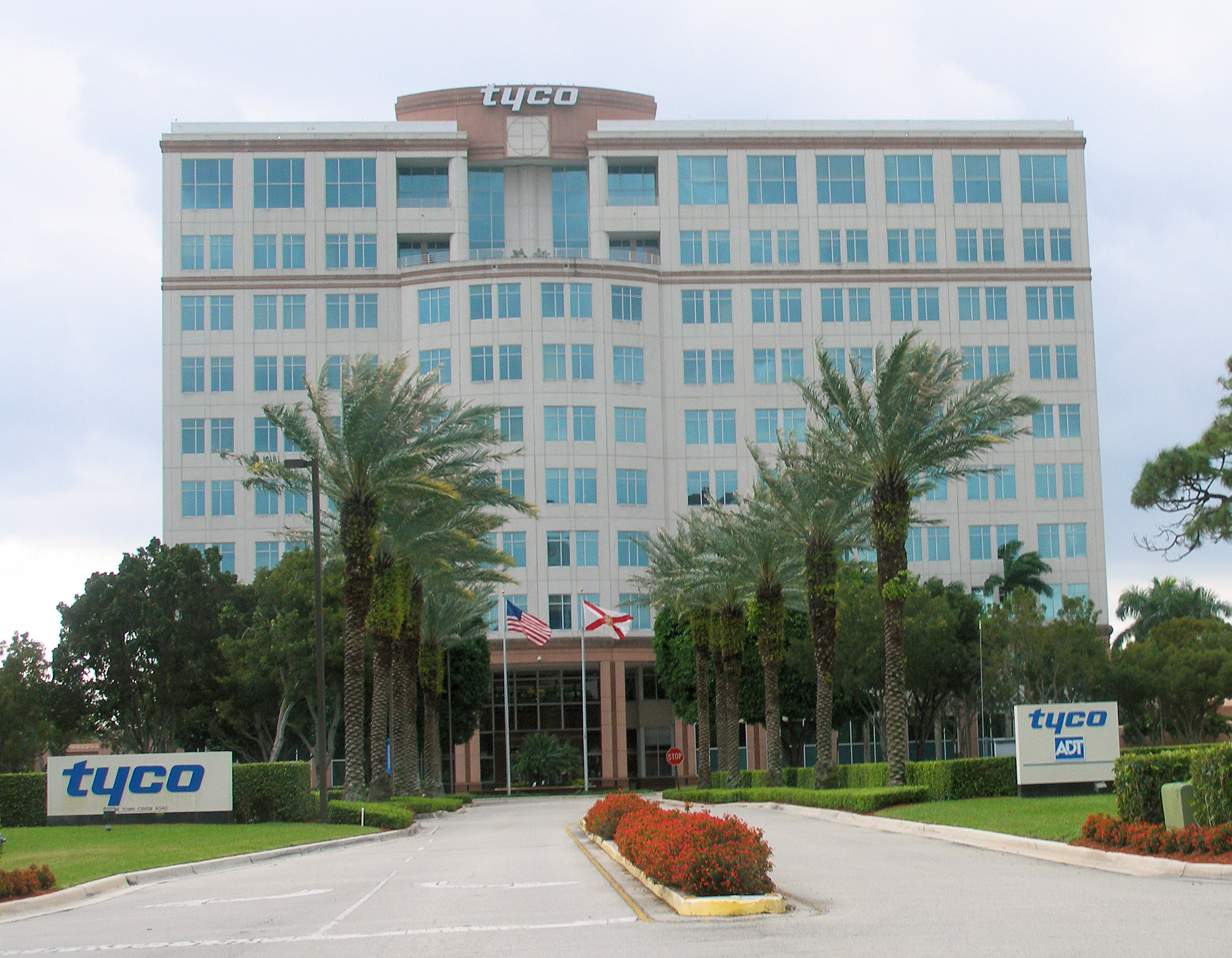
المقر الرئيسي لشركةتايكو للحريق والأمن في بوكا راتون (وهي أيضًا موطن Sensormatic و SimplexGrinnell)

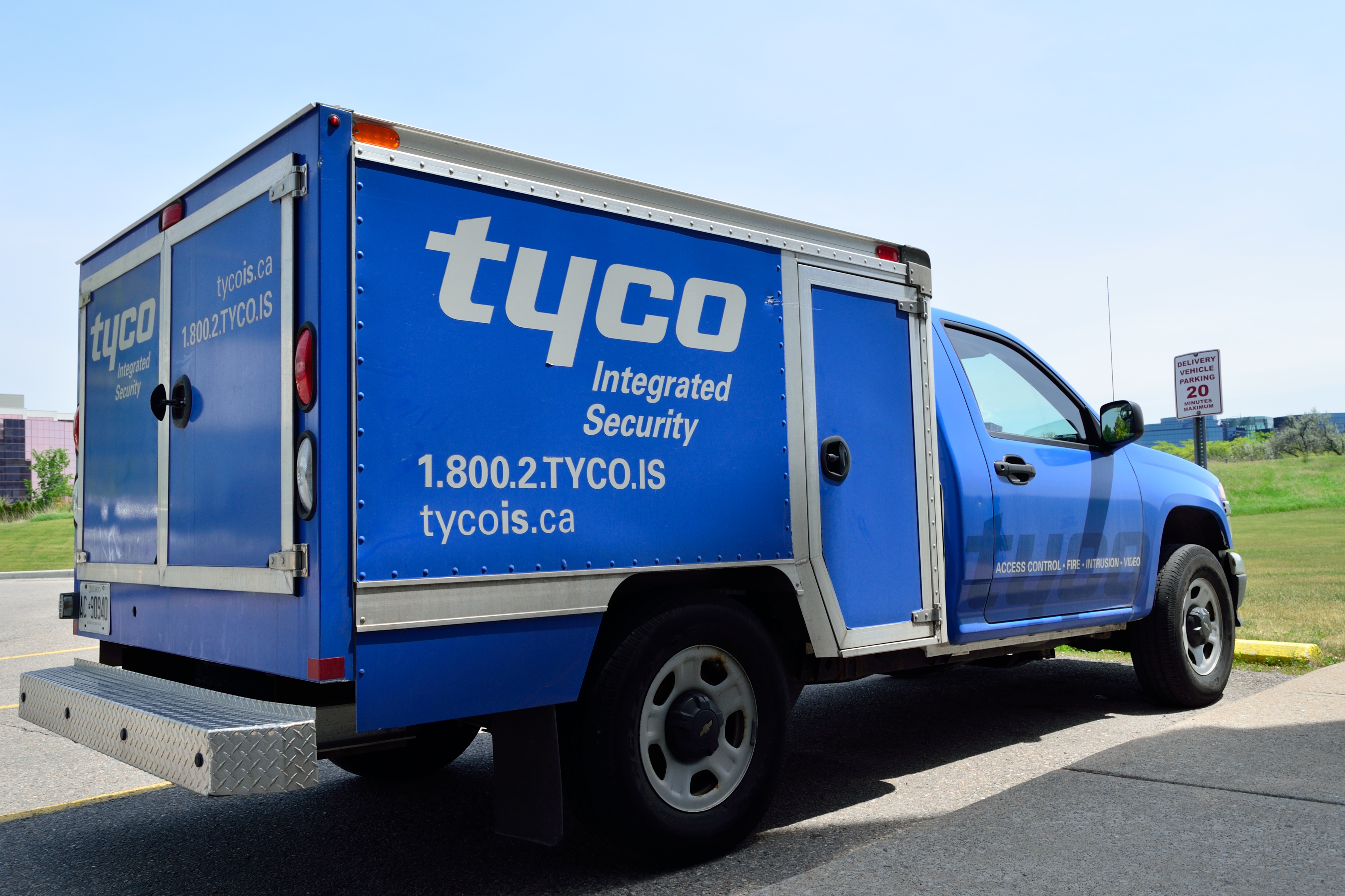
سيارة تايكو.

| عام                                      | 2011 | 2010 | 2009 | 2008 | 2007 | 2006 | 2005 | 2004 | 2003 | 2002 | 2001 | 2000 | 1999 | 1998 | 1997 |
| ---------------------------------------- | ---- | ---- | ---- | ---- | ---- | ---- | ---- | ---- | ---- | ---- | ---- | ---- | ---- | ---- | ---- |
| الإيرادات (بمليارات الدولارات الأمريكية) | 17.3 | 17.0 | 17.2 | 20.2 | 18.5 | 41.0 | 39.3 | 38.0 | 36.8 | 35.6 | 34.0 | 28.9 | 22.5 | 19.1 | 6.6  |

## روابط خارجية
- موقع شركة تايكو الدولية
- موقع تايكو للاتصالات
- تايكو للرعاية الصحية
- تايكو للحريق والأمن
- ياهو! - تايكو الدولية المحدودة. ملف الشركة
- سكوت سيفتي